# Ernest Ier de Saxe-Gotha
Ernest Ier de Saxe-Gotha dit « le Pieux », né le 25 décembre 1601 à Altenbourg, mort le 26 mars 1675 à Gotha, est duc de Saxe-Gotha de 1640 à 1675 et duc de Saxe-Altenbourg par mariage. Il est le fils de Jean II de Saxe-Weimar et de Dorothée-Marie d'Anhalt.
Il appartient à la seconde branche, elle-même issue de la branche Ernestine de la Maison de Wettin. Il est le fondateur de la lignée des Saxe-Gotha devenue Saxe-Gotha-Altenbourg en 1732 cette branche s'éteignit en 1825.
En 1644 le duché de Saxe-Weimar est scindé en deux lignées : la Saxe-Weimar et la Saxe-Gotha.

## Descendance
Ernest Ier de Saxe-Gotha épousa en 1636 Élisabeth-Sophie de Saxe-Altenbourg (morte en 1680). Dix-huit enfants sont nés de cette union :
1. Jean-Ernest de Saxe-Gotha (1638-1638) ;
2. Élisabeth-Dorothée de Saxe-Gotha (1640-1709), en 1666 elle épousa le landgrave Louis VI de Hesse-Darmstadt (1630-1678) ;
3. Jean-Ernest de Saxe-Gotha (1641-1657) ;
4. Christian de Saxe-Gotha (1642-1642) ;
5. Sophie de Saxe-Gotha (1643-1657) ;
6. Jeanne de Saxe-Gotha (1645-1657) ;
7. Frédéric Ier de Saxe-Gotha-Altenbourg (1646-1691), duc de Saxe-Gotha-Altenbourg de 1675 à sa mort ;
8. Albert de Saxe-Cobourg (1648-1699), duc de Saxe Cobourg, en 1676 il épousa Marie-Élisabeth de Brunswick-Wolfenbüttel (morte en 1687), en 1688 il épousa la comtesse Suzanne Kempinsky (morte en 1717) ;
9. Bernard Ier de Saxe-Meiningen 1649-1706, duc de Saxe-Meiningen, il appartint à la troisième branche de la Maison de Wettin ;
10. Henri de Saxe-Römhild (1650-1710), duc de Saxe-Römhild, en 1676 il épousa Marie-Élisabeth de Hesse-Darmstadt (morte en 1715), fille du landgrave Louis VI de Hesse-Darmstadt ;
11. Christian de Saxe-Eisenberg, duc de Saxe-Eisenberg (1653-1707), en 1677 il épousa Christiane de Saxe-Mersebourg (morte en 1679), (postérité), veuf il épousa en 1681 Sophie-Marie de Hesse-Darmstadt (morte en 1712, fille du landgrave Louis VI de Hesse-Darmstadt) ;
12. Dorothée-Marie de Saxe-Gotha-Altenbourg (1654-1682) ;
13. Ernest III de Saxe-Hildburghausen (1655-1715), duc de Saxe-Hildburghausen ; en 1680 il épousa Sophie Henriette de Waldeck. Il fonda la quatrième branche de la Maison de Wettin ;
14. Jean-Philippe 1657-1657
15. Jean-Ernest de Saxe-Saalfeld (1658-1729), duc de Saxe-Saalfeld, puis duc de Saxe-Cobourg-Saalfeld, il fonda la cinquième branche de la Maison de Wettin ;
16. Jeanne de Saxe-Saalfeld (1660-1660) ;
17. Jean de Saxe-Saalfeld (1661-1662) ;
18. Sophie de Saxe-Saalfeld (1663-1663).